# Festival Premiers Plans d'Angers 2021
Le Festival Premiers Plans d'Angers 2021, 33e édition du festival, se déroule du 25 au 31 janvier 2021.
Le jury de la compétition des longs-métrages est présidé par Melvil Poupaud.

## Sélection

### Compétition (longs-métrages européens)
- Digger de Djórdjis Grigorákis (Grèce)
- Ghosts (Hayaletler) de Azra Deniz Okyay (Turquie)
- Ibrahim de Samir Guesmi (France)
- Le Chasseur de baleine (Kitoboï) de Philipp Yuryev (Russie, Pologne, Belgique)
- La Lévitation de la princesse Karnak de Adrien Genoudet (France)
- Le Kiosque de Alexandra Pianelli (France)
- Mia misses her revenge de Bogdan Theodor Olteanu (Roumanie)
- Petit Samedi de Paloma Sermon-Daï (Belgique)
- The Earth is blue as an orange de Iryna Tsilyk (Ukraine, Lituanie)

### Avant-premières
- À la vie de Aude Pépin (France)
- Gagarine de Fanny Liatard et Jérémy Trouilh (France)
- Si le vent tombe de Nora Martirosyan (France, Belgique, Arménie)

## Palmarès
- Grand Prix du Jury : Ibrahim de Samir Guesmi (France)
- Grand Prix du Jury Diagonales : Petit Samedi de Paloma Sermon-Daï (Belgique)
- Mention spéciale du Jury : The Earth is blue as an orange de Iryna Tsilyk (Ukraine, Lituanie)